# Kampfgeschwader 26
Kampfgeschwader 26 "Löwengeschwader" foi uma unidade aérea da Luftwaffe que prestou serviço durante a Segunda Guerra Mundial. Participou em todas as frentes de guerra do teatro europeu, do início ao fim da guerra. Operou três dos mais usados bombardeiros médios alemães: o Heinkel He 111, o Junkers Ju 88 e o Junkers Ju 188. Esta asa desempenhou missões de bombardeamento estratégico, apoio aéreo, missões antinavio, entre outras. A maior parte do tempo da sua existência foi passado em missões antinavio.

## Comandantes[2]
- Hans Siburg, 1939 - Setembro de 1939
- Robert Fuchs, 29 de Setembro de 1939 - 15 de Outubro de 1940
- Alexander Holle, 15 de Outubro de 1940 - Junho de 1941
- Martin Harlinghausen, 6 de Janeiro de 1942 - Novembro de 1942
- Karl Stockmann, Dezembro de 1942 - Fevereiro de 1943
- Werner Klümper, Março de 1943 - Novembro de 1944
- Wilhelm Stemmler, Novembro de 1944 - Janeiro de 1945
- Georg Teske, Fevereiro de 1945 - Maio de 1945